# Зденек Негода
Зденек Негода (чеськ. Zdeněk Nehoda, нар. 9 травня 1952, Гулін) — чехословацький футболіст, що грав на позиції нападника.
Виступав, зокрема, за «Дуклу» (Прага), з якою став триразовим чемпіоном Чехословаччини та дворазовим володарем Кубка Чехословаччини, а також національну збірну Чехословаччини. Є рекордсменом Чехословаччини за кількістю проведених матчів за збірну (90 ігор), чемпіон Європи 1976 року та бронзовий призер Євро-1980.

## Клубна кар'єра
Народився 9 травня 1952 року в місті Гулін. Розпочав займатись футболом у школі клубу «Спартак» з рідного міста, а 1967 року перейшов в академію клубу «Готтвальдов» (Злін).
12 серпня 1969 року в матчі чемпіонату проти празької «Спарти» (1:1) дебютував на дорослому рівні і в першому ж сезоні виграв з клубом Кубок Чехословаччини. Загалом у рідному клубі провів два сезони, взявши участь у 56 матчах чемпіонату.

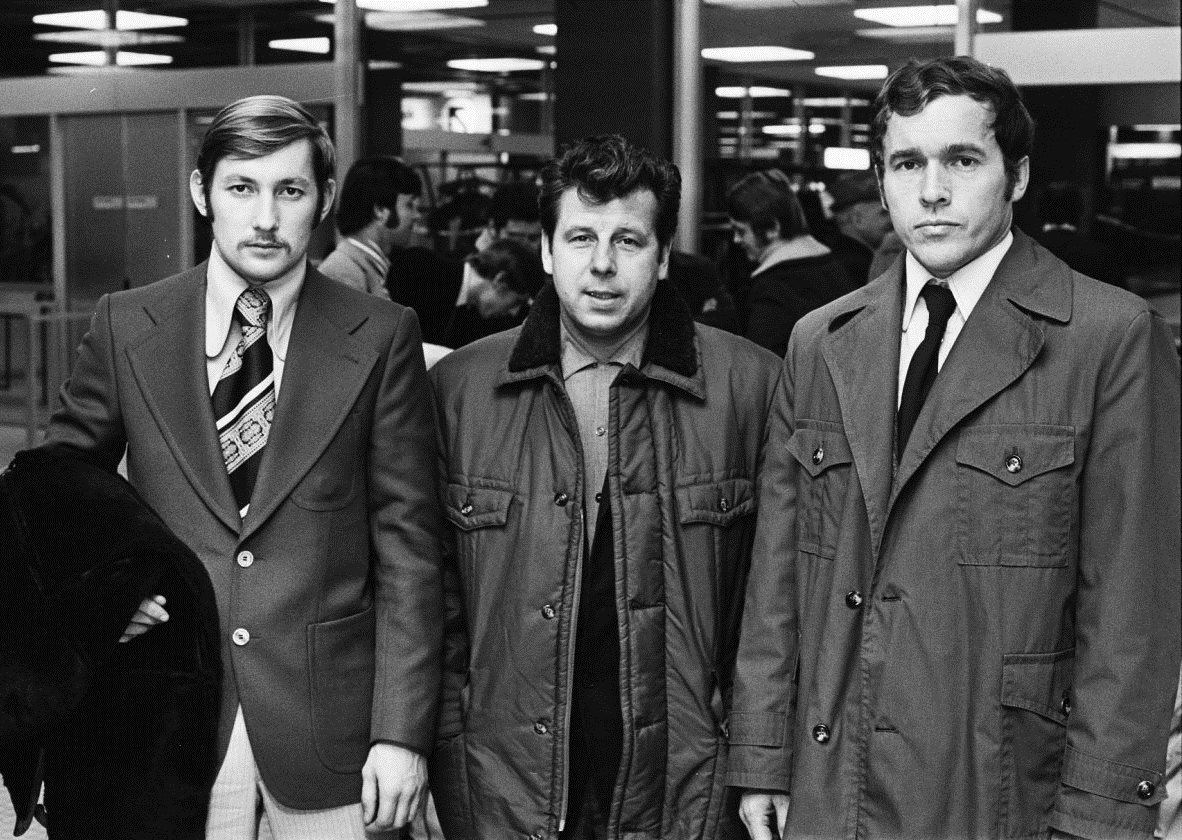
Зденек Негода (ліворуч) разом зі своїм партнером по «Дуклі» Іво Віктором (праворуч) та головним тренером клубу Йозефом Масопустом. 10 грудня 1974 року

У 1971 році перейшов в празьку «Дуклу». У клубі він грав 12 років, виграв тричі чемпіонат країни, двічі Кубок, двічі визнавався найкращим гравцем країни. У 1971 став найкращим бомбардиром чемпіонату разом з Йозефом Адамцем, а в 1979 році розділив звання з Карелом Крупою. Того ж року він зайняв дев'яте місце в опитуванні на «Золотий м'яч».
На початку 1983 року перейшов у західнонімецький «Дармштадт 98», зігравши протягом року 32 матчі у Другій Бундеслізі і на початку наступного перейшов у бельгійський «Стандард» (Льєж), де закінчив сезон. Влітку того ж 1984 року виїхав у Францію, і став гравцем «Гренобля». За французів він виступав два роки у другому за рівнем дивізіоні країни.
Завершив професійну ігрову кар'єру у нижчоліговому австрійському клубі «Амалієндорф», за команду якого виступав протягом 1986—1993 років будучи граючим тренером.

## Виступи за збірну
25 вересня 1971 року дебютував в офіційних матчах у складі національної збірної Чехословаччини в товариській грі проти збірної НДР (1:1).
У складі збірної був учасником чемпіонату Європи 1976 року в Югославії, де зіграв в обох матчах — у півфінальній грі Негода на 114 хвилині забив переможний м'яч у грі проти Нідерландів (3:1), а у фінальній грі забив один з післяматчевих пенальті у ворота ФРН, допомігши своїй команді здобути вперше в історії титул континентального чемпіона.

Зденек Негода (у центрі) в збірній Чехословаччини на Євро-1980 проти ФРН.

Через чотири роки Негода зіграв у наступному чемпіонаті Європи 1980 року в Італії. Там він зіграв у всіх трьох матчах групового етапу і матч за 3-тє місце. У групі Негода забив 2 голи — у грі проти Греції (3:1) та Нідерландів (1:1), а у матчі за 3-тє місце він забив свій післяматчевий пенальті і допоміг команді здобути бронзову медаль.
Після цього Негода зіграв і на чемпіонаті світу 1982 року в Іспанії, де також був основним гравцем і виходив на поле у всіх трьох іграх, втім його команда не вийшла з групи. Останній матч на турнірі, проти Франції, що пройшов 24 червня, став для футболіста останнім у кар'єрі. Всього протягом кар'єри у національній команді, яка тривала 17 років, провів у формі головної команди країни 90 матчів, забивши 31 гол і став рекордсменом команди за кількістю зіграних ігор.

## Подальша робота
У 1991 році Негода став менеджером «Дукли», а в 1995 році — «Уніона» (Хеб). 
У тому ж році він заснував компанію NEHODA-FOTBAL sro і став футбольним агентом. Серед його клієнтів була низка чеських та іноземних гравців, зокрема Павел Недвед, Томаш Ржепка, Зденек Григера та Томаш Нецид.

## Титули і досягнення

### Командні
- Чемпіон Чехословаччини (3):

«Дукла» (Прага): 1976–77, 1978–79, 1981–82
- Володар Кубка Чехословаччини (3):

«Готтвальдов» (Злін): 1969–70
«Дукла» (Прага): 1980–81, 1982–83
- Чемпіон Європи (1):

Чехословаччина: 1976
- Чемпіон Європи (U-23): 1972

### Особисті
- Футболіст року у Чехословаччині: 1978, 1979
- Найкращий бомбардир чемпіонату Чехословаччини (2) : 1971, 1979